# Ritona
Ritona également attestée sous le nom de Pritona, est une déesse gauloise particulièrement dédiée aux gués, en celtique rito- (latinisé en ritum, gallois rhyd).

## Diffusion du culte
La présence de son culte a principalement été remarquée à Trèves, capitale des Trévires et à Pachten.
- La variante Pritona est attestée sur l'inscription votive découverte à Pachten: Pritonae divinae sive ca[...]ioni (AE 1959:00076).

- Le nom Ritona accolé à celui de Pritona a été découvert sur une inscription de Trèves (Allemagne): Dea Ritona Pritona (AE 1928:00185).

- Pritona a également pu être reconstitué sur une inscription abîmée trouvée aussi à Trèves (Allemagne): Rito/[nae] sive ex iu[ssu Pr]/iton[ae?]  (AE 1989:00547).

## Éponymie
L'objet transneptunien (145452) Ritona est nommé en son honneur.